# Pianist

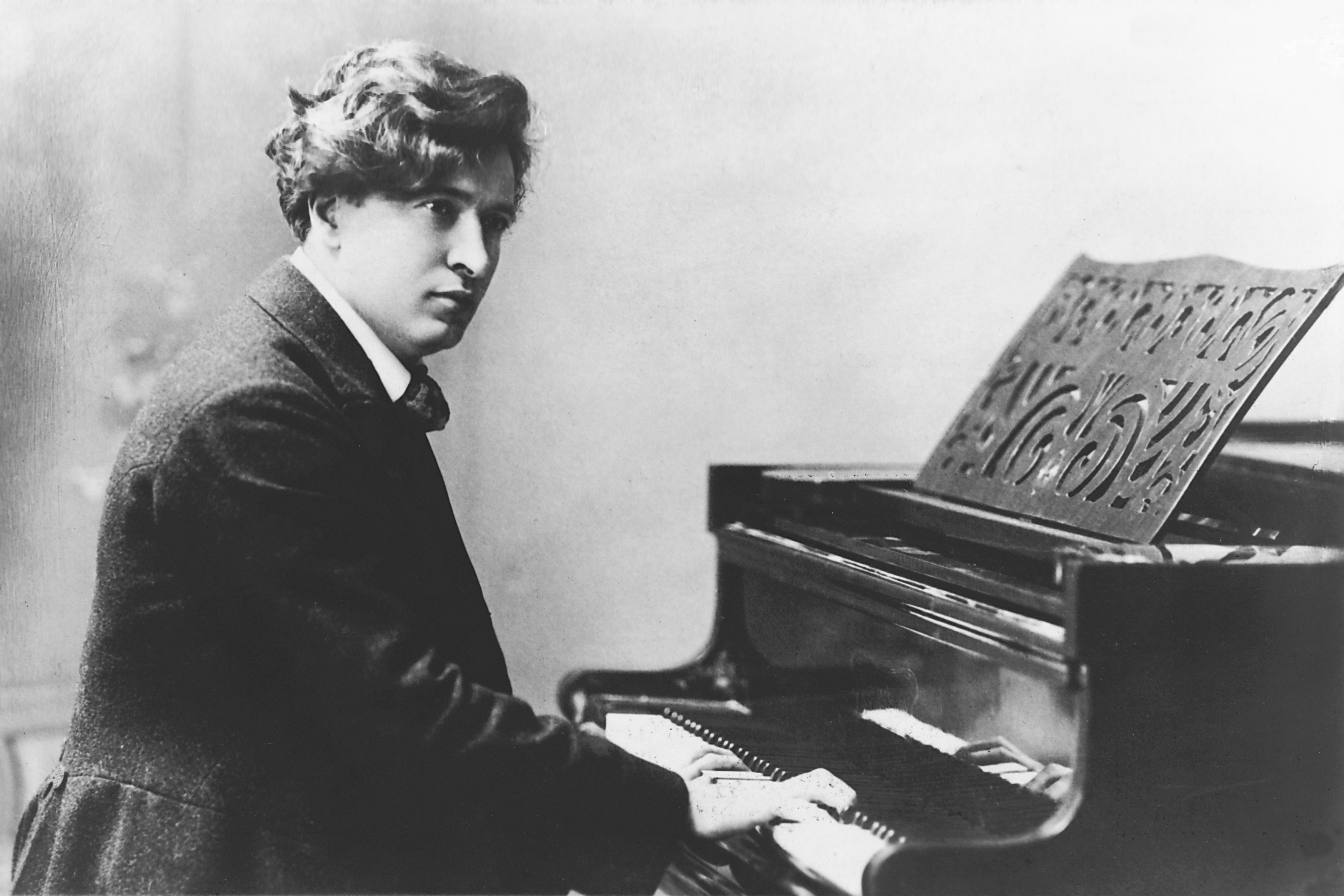
Pianist Ferruccio Busoni

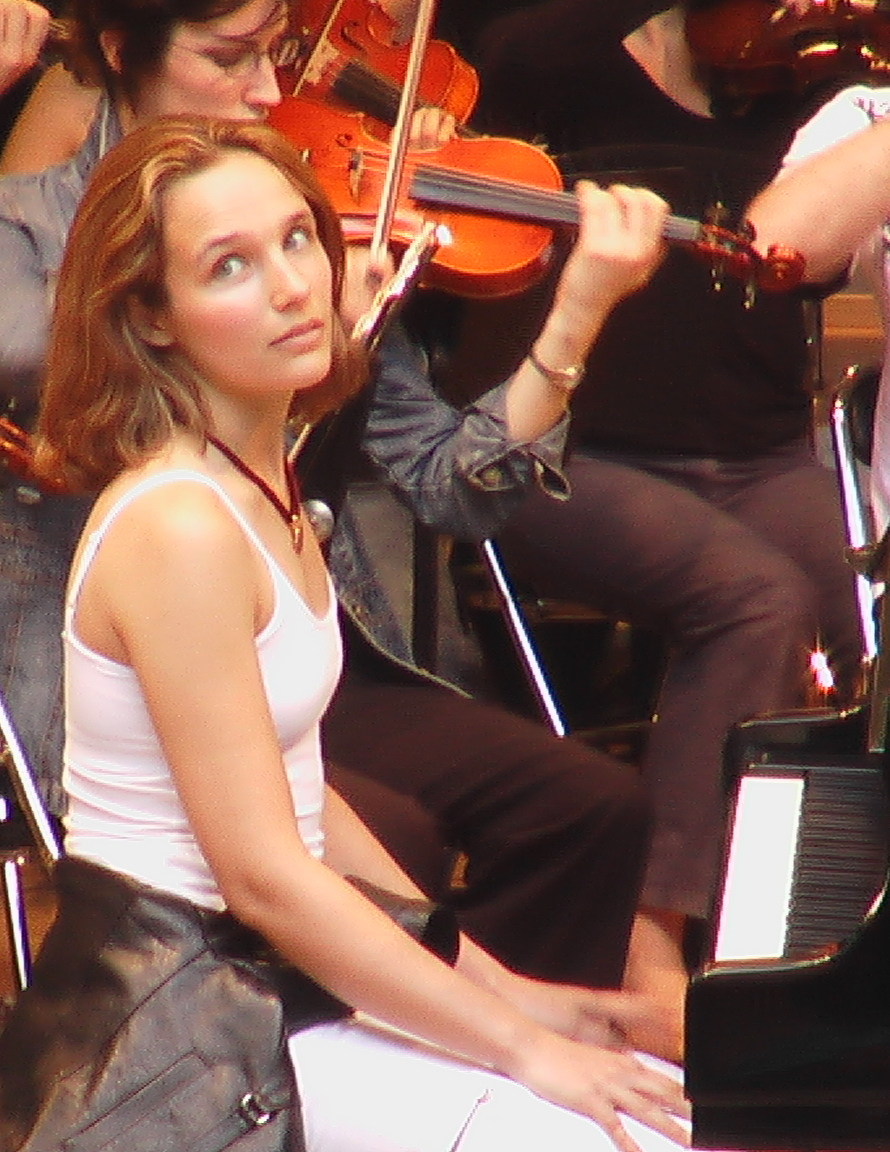
Hélène Grimaud

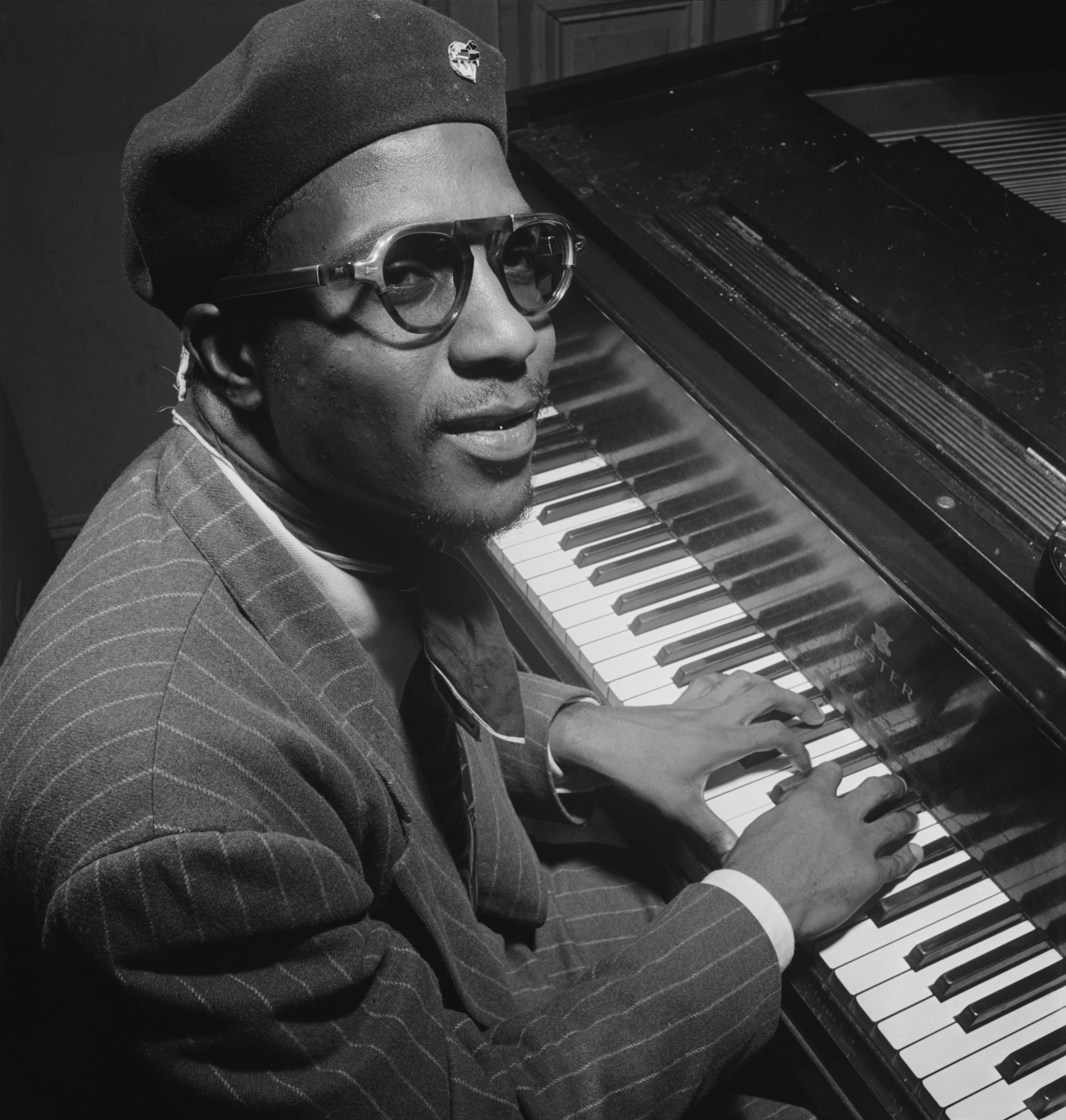
Jazzpianist Thelonious Monk

Een pianist is een musicus die de piano bespeelt. 

## Opleiding
Naast autodidacten en amateurpianisten zijn er professioneel werkzame pianisten, die hun opleiding doorgaans bij een pianopedagoog of aan een conservatorium hebben genoten. Het beroep van pianist vereist dat men eigenlijk in de kindertijd al op intensieve wijze les krijgt bij een pianodocent (bijvoorbeeld aan een muziekschool). Het jong beginnen geeft als voordelen dat de speeltechnische vaardigheden en ontwikkeling van het kunstzinnige aspect en de muzikaliteit een goede basis krijgen. 
De pianistenopleiding aan een conservatorium is gericht op een latere docerende of uitvoerende beroepspraktijk. De opleiding omvat naast de pianohoofdvaklessen (meest van een gerenommeerd pianopedagoog) ook andere vormende vakken, zoals muziektheorie, muziekgeschiedenis, ensemblespel, van blad lezen, solfège, koorscholing, begeleidingslessen, improvisatie, harmonieleer, analyselessen, arrangeerlessen, didactische vakken, psychologische vakken, methodiek enzovoorts. Een pianist wordt doorgaans tot een vakopleiding aan een conservatorium toegelaten wanneer er in een proefspel (een toelatingsexamen) voldoende talent en niveau aanwezig wordt geacht. Ook worden bij de toelating de theoretische vaardigheden getest. Een vakopleiding duurt doorgaans 4 tot 6 jaar, en wordt afgesloten met een eindexamen, dat bestaat uit een eindpresentatie, meest in de vorm van recital. De pianist is dan afgestudeerd als bachelor of master, afhankelijk van de gekozen studierichting. Veel pianostudenten ontwikkelen al tijdens hun studie een aanzienlijk deel van hun latere repertoire, alsook hun stijlvoorkeuren en eventuele specialismen.
Veel pianisten volgen ook nog, vlak na hun studie of al tijdens hun studie, masterclasses die doorgaans door pianisten van naam gegeven worden. Middels deelname aan en winnen van pianoconcoursen kunnen pianisten met zeer veel talent soms hun carrièrestart een extra zetje geven. Een bekend concours voor pianisten is de Koningin Elisabethwedstrijd in België, die eens per drie jaar voor jonge pianisten uit de hele wereld georganiseerd wordt.
In vroeger tijden (tot medio-eind 19e eeuw) bestonden er eigenlijk nauwelijks gespecialiseerde vakopleidingen zoals die men tegenwoordig ziet aan conservatoria. Veel pianisten kregen eenvoudigweg les van hun (hopelijk muzikale) ouders of van een bevriend muzikant, of van een ingehuurde professional. Veel vroegere pianisten waren ook voor een groot deel autodidact. Wel schreven veel pianisten ook al vanaf de late barokperiode methodes om de piano te leren bespelen. In de classicistische periode verschenen ook meer en meer etudeboeken en in de romantiek waren er al zeer uitvoerige technische verhandelingen en pianomethoden geschreven.
Vele bekende klassieke componisten waren zelf kundige pianisten, bijvoorbeeld George Gershwin, Sergej Rachmaninov, Wolfgang Amadeus Mozart, Franz Liszt, Frédéric Chopin, Robert Schumann en Ludwig van Beethoven. Veel van hen gaven zelf ook pianolessen, en werden zo de start van een lange keten van opeenvolgende pianistengeneraties.
Een akoestisch instrument als de piano of vleugel, waarop flink geoefend kan worden, is voor pianostudie vaak onontbeerlijk. Het louter op een elektrisch keyboard spelen heeft zo zijn beperkingen, omdat de piano een mechaniek heeft waarop men het gewichtsspel, de techniek en het 'toucher' leert beheersen. De pianotoetsen 'voelen' ook anders dan keyboardtoetsen. De klankproductie via trillende snaren in het instrument geeft ook een ander klankbeeld dan geluid dat via speakers komt. Ook missen keyboards dikwijls de benodigde pedalen of de benodigde 88 toetsen.

## Functies
Een pianist kan diverse functies vervullen, zoals:
- Soleren bij een ensemble of orkest (in een pianoconcert bijvoorbeeld)
- Recitals of concerten geven
- Begeleiden van andere musici (op concerten, concoursen, audities, tijdens studie, en dergelijke)
- Kamermuziek spelen (zoals pianotrio's en -kwartetten etc.)
- Quatre mains (met twee pianisten op 1 piano ) en werken voor twee of meer piano's spelen
- Balletten helpen instuderen als balletpianist
- Correpetitor zijn aan een conservatorium of muziekopleiding
- Achtergrondmuziek verzorgen als cocktailpianist of barpianist
- Doceren, bijvoorbeeld in een privépraktijk, aan een muziekschool of conservatorium
- Presentaties of demonstraties geven in een pianowinkel, om de zaak instrumenten te helpen verkopen
- Sessiemuzikant of studiomuzikant (bij een opnamesessie bijvoorbeeld)

De benaming pianist werd in de Tweede Wereldoorlog ook gebruikt voor een marconist die als ondergrondse medewerker of spion werkte.